# Gustav Adolfs Page (Novelle)

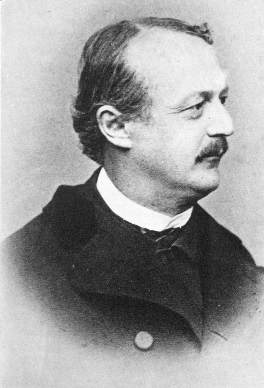
Conrad Ferdinand Meyer

Gustav Adolfs Page ist eine 1882 erschienene tragische Novelle von Conrad Ferdinand Meyer, in der eine in den meisten Teilen fiktive Handlung um ein als Junge verkleidetes Mädchen erzählt wird, das als Page in den Dienst des Schwedenkönigs und Feldherrn im Dreißigjährigen Krieg Gustav II. Adolf tritt.

## Handlung

König Gustav II. Adolf von Schweden

Die Handlung spielt 1632 während des Schwedenfeldzugs in und um Nürnberg sowie bei Lützen und gliedert sich in fünf Kapitel.
1. Den Nürnbergischen Kaufmann Leubelfing erreicht ein Schreiben, in dem König Gustav Adolf ihn auffordert, seinen jugendlichen Sohn August als Leibpagen in den königlichen Dienst zu schicken – Leubelfing hatte dies dem König einst leichtfertig versprochen. August allerdings ist wie sein Vater eine ängstliche Krämerseele, und ihm graut vor der erwiesenermaßen lebensgefährlichen Stellung. Ganz anders Augusts verwaiste Cousine Gustel, ein wildes, abenteuerlustiges Mädchen, das den Schwedenkönig auf schwärmerische Weise liebt. Nun wird dem wartenden schwedischen Offizier die jungenhafte, in Männerkleidern steckende Gustel als Leubelfings Sohn übergeben, während der echte August Leubelfing inkognito unter dem ursprünglichen Familiennamen Laubfinger nach Leipzig geschickt wird.
2. Im Feldlager Gustav Adolfs ist Gustel nahezu ständiger Begleiter ihres Idols, gewinnt sein volles Vertrauen und müht sich, ihre wahre weibliche Identität geheim zu halten.
3. Im Vorzimmer des Königs wartet eine Slawonierin namens Korinna, die Mätresse des mit einer Cousine der schwedischen Königin verheirateten Herzogs von Lauenburg. Gustav Adolf hat sie aus moralischer Empörung über den fortgesetzten Ehebruch festsetzen lassen. Sie erkennt schnell das Geschlecht des sich neugierig nähernden Pagen. Als Gustav Adolf Korinna jedoch vor die Wahl stellt, an ihren Vater ausgeliefert oder nach Schweden geschickt zu werden, nimmt sie sich das Leben. Noch mehr ist der König über mit ihm verbündete deutsche Adlige erbost, die einen Haufen von der katholischen Seite in das schwedische Lager geflüchtete Bauern kurzerhand ausgeraubt haben – mit ihren Untertanen, so der Lauenburger als Wortführer, könnten sie als deutsche Reichsfürsten schließlich nach Belieben verfahren. Gustav Adolf hält dem Adel eine derbe Predigt. Nach des Königs Abgang spottet der Lauenburger über den ausländischen König und wünscht ihm den Untergang, wird darin jedoch von seinen Standesgenossen allein gelassen. Gustel bemerkt mit Grausen, dass die Stimme des Herzogs ihrer stark ähnelt.Gustav-Adolf-Gedenkkirche Meuchen

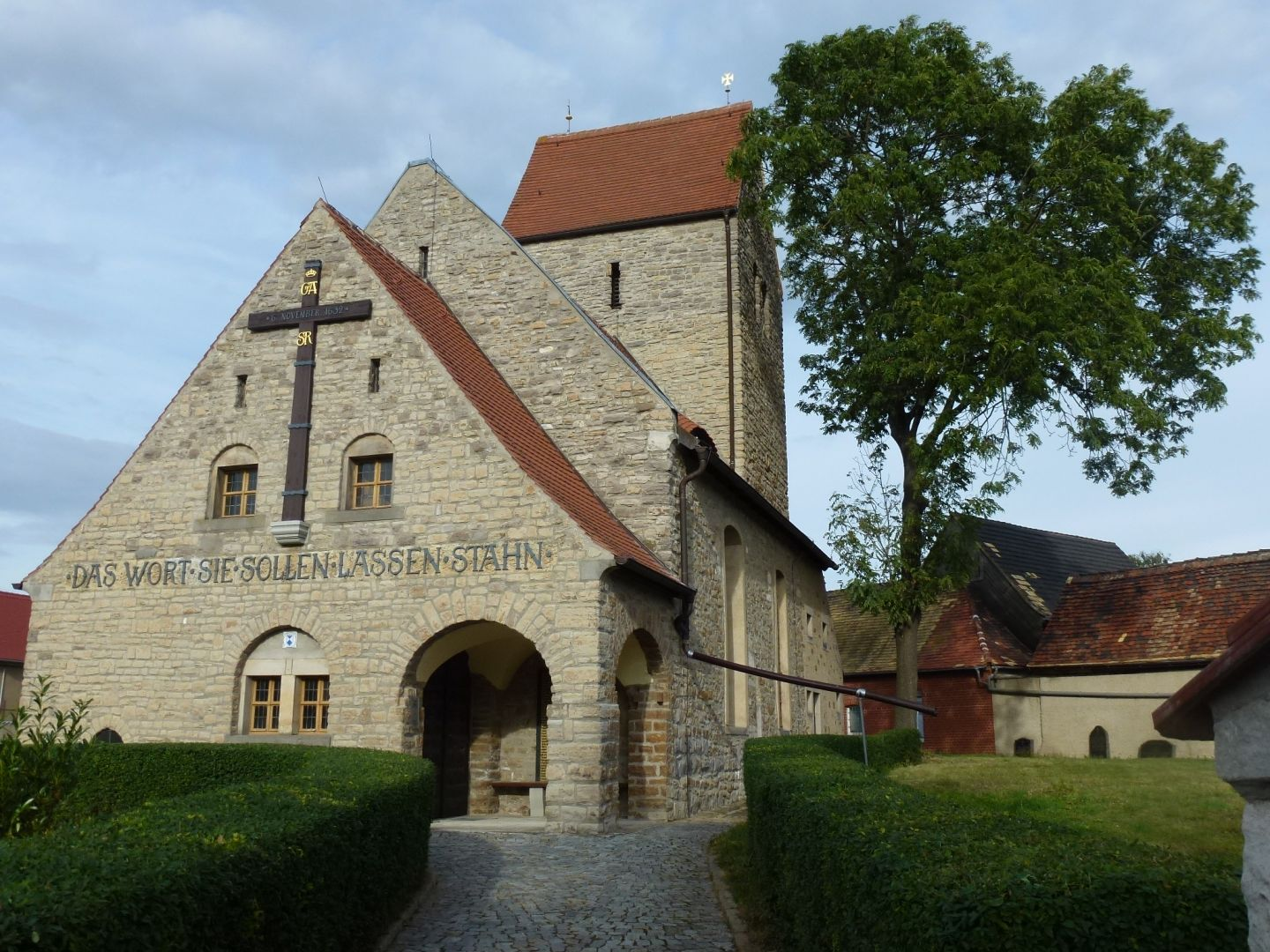
Gustav-Adolf-Gedenkkirche Meuchen

4. Am Abend kommt ein Gesandter der Wallensteinschen Truppen in das Lager des Königs und bittet Gustel beiläufig, einen kleinen Handschuh anzuprobieren, der ihr wie angegossen passt. Als der König ankommt, gibt sich der Gesandte als Wallenstein höchstpersönlich zu erkennen. Gustel belauscht das Gespräch aus dem Nebenraum. Wallenstein offenbart dem König, dass am Mittag desselben Tages ein wegen einer Erbsache bei ihm Vorsprechender aus dem protestantischen Lager im Mittagsschlaf laut geredet habe, nämlich dass er den Schwedenkönig aufgrund einer erlittenen Beleidigung töten wolle. Er selber wolle ihn warnen und auch darauf hinweisen, dass sein Page dieselbe Stimme habe wie der Traumsprecher und ihm auch der kleine Handschuh passe, den sein Gast bei ihm vergessen habe. Der König weist die Verdächtigung zunächst zurück, doch als er seinem Pagen in einem abendlichen Gespräch Fragen über seinen Aufenthalt am Tage stellt, nimmt Gustel verzweifelt Reißaus. Sie gelangt auf der Flucht an den schwedischen Oberst Åke Tott, der in ihr die Tochter seines verstorbenen Kampfgefährten Hauptmann Leubelfing erkennt. Gegen Ende des Sommers hebt Gustav Adolf sein Lager bei Nürnberg auf und sucht die Schlacht in Sachsen. Am Vorabend der Schlacht bei Lützen stößt Gustel wieder zu ihm, um ihn zu schützen. Gemeinsam mit dem Herzog von Lauenburg begleitet sie den König in die Schlacht.
5. Als der Pfarrer der Dorfkirche von Meuchen nachts die Tür öffnet, steht dort der schwer verwundete Page und führt auf seinem Pferd den Leichnam des Schwedenkönigs mit. Zufällig treffen sowohl Oberst Ake Tott als auch Vetter Laubfinger ein. Sterbend offenbart Gustel, dass der König im Nebel vom Herzog von Lauenburg erschossen wurde. König und Page werden nebeneinander in der Dorfkirche aufgebahrt.

## Motive

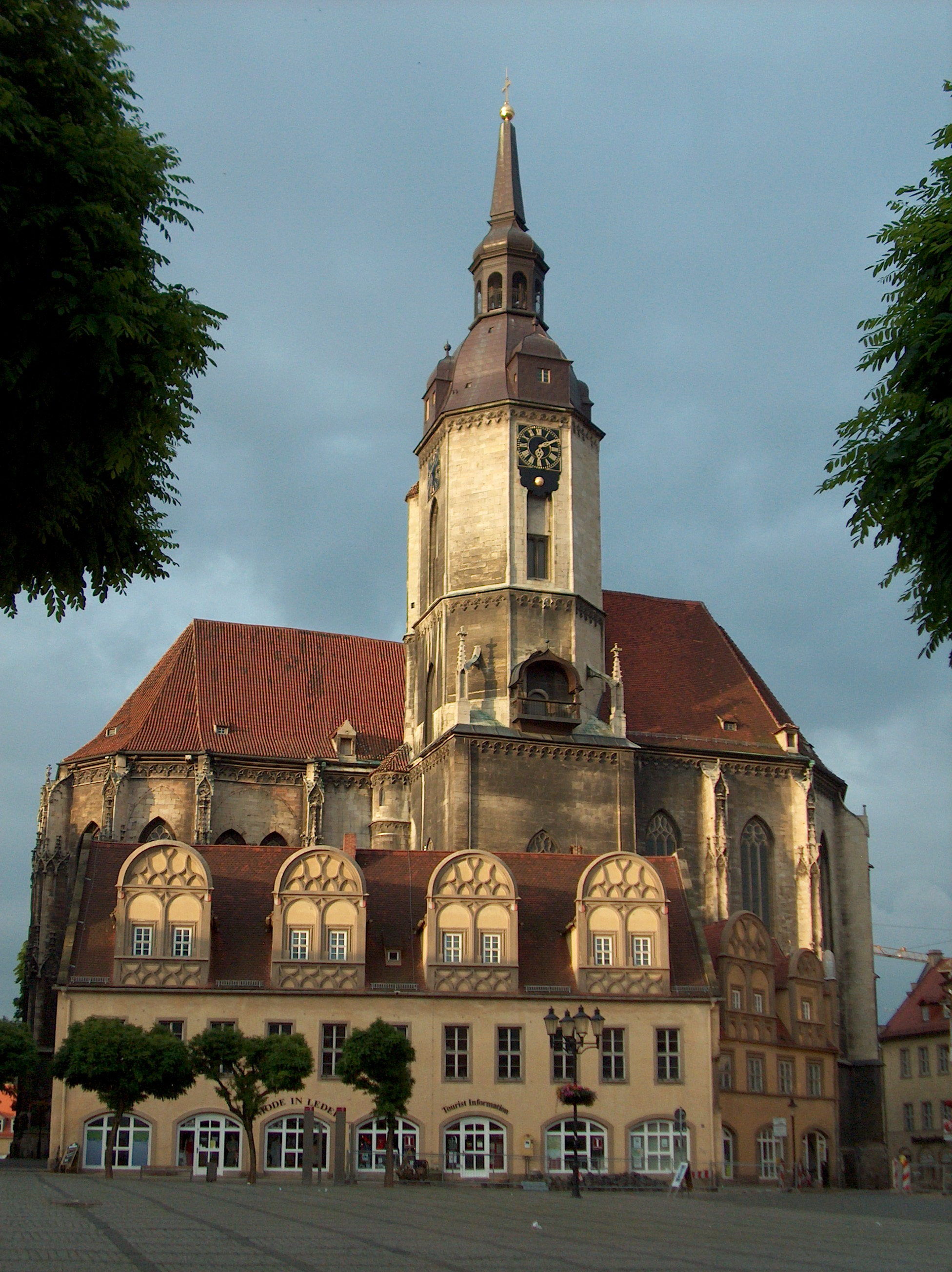
Stadtkirche St. Wenzel in Naumburg (Saale)

- Figurenzeichnung: Fast alle die Handlung tragenden Figuren werden vom Autor eindeutig als positiv (Gustel, Gustav Adolf) oder negativ (Lauenburg, Laubfinger) charakterisiert. Lediglich Nebenfiguren (Korinna, Wallenstein) bleiben ambivalent. Besonders deutlich tritt der Unterschied zwischen dem gottgesandten Schwedenkönig und dem diabolischen Herzog von Lauenburg zutage.
- Tausch der Geschlechterrollen: Vom strahlenden Helden Gustav Adolf abgesehen, sind es die weiblichen Figuren Gustel und Korinna, die die «typisch männlichen» Eigenschaften Mut und Entschlossenheit an den Tag legen, während die weiteren männlichen Figuren durch Ängstlichkeit (Vater und Sohn Leubelfing) oder Hinterlist (Lauenburg) hervorstechen und von ihrer Physis her weibliche Elemente tragen.
- Konfessionelle Polarisierung: Die zu Zeiten des im Deutschen Reich, aber auch der Schweiz tobenden Kulturkampfs geschriebene Novelle bezieht hier deutlich Stellung. Evangelische Rechtschaffenheit erscheint an verschiedenen Stellen als beispielhaft. Der Schwedenkönig wird in der Tradition der protestantischen Erzählung des «Löwen von Mitternacht» als frommer, gerechter und unanfechtbarer Heiliger dargestellt und in einigen Parallelen zu Jesus Christus (Einzug in Naumburg verglichen mit Jesu Einzug in Jerusalem; Todesankündigung vor Getreuen vor der Schlacht bei Lützen) als geradezu messianisch. Das Deutsche Reich wird als «evangelisches Reich» bezeichnet, «dem Habsburger darf es unmöglich länger gehören». Dagegen wird der Katholizismus negativ konnotiert und mit Verschlagenheit (Verführung der Königstochter Christel zum Rosenkranz durch einen verkappten Jesuiten), Verstocktheit (Korinna) und Aberglauben (Wallenstein) in Verbindung gebracht.

## Geschichtlicher Hintergrund

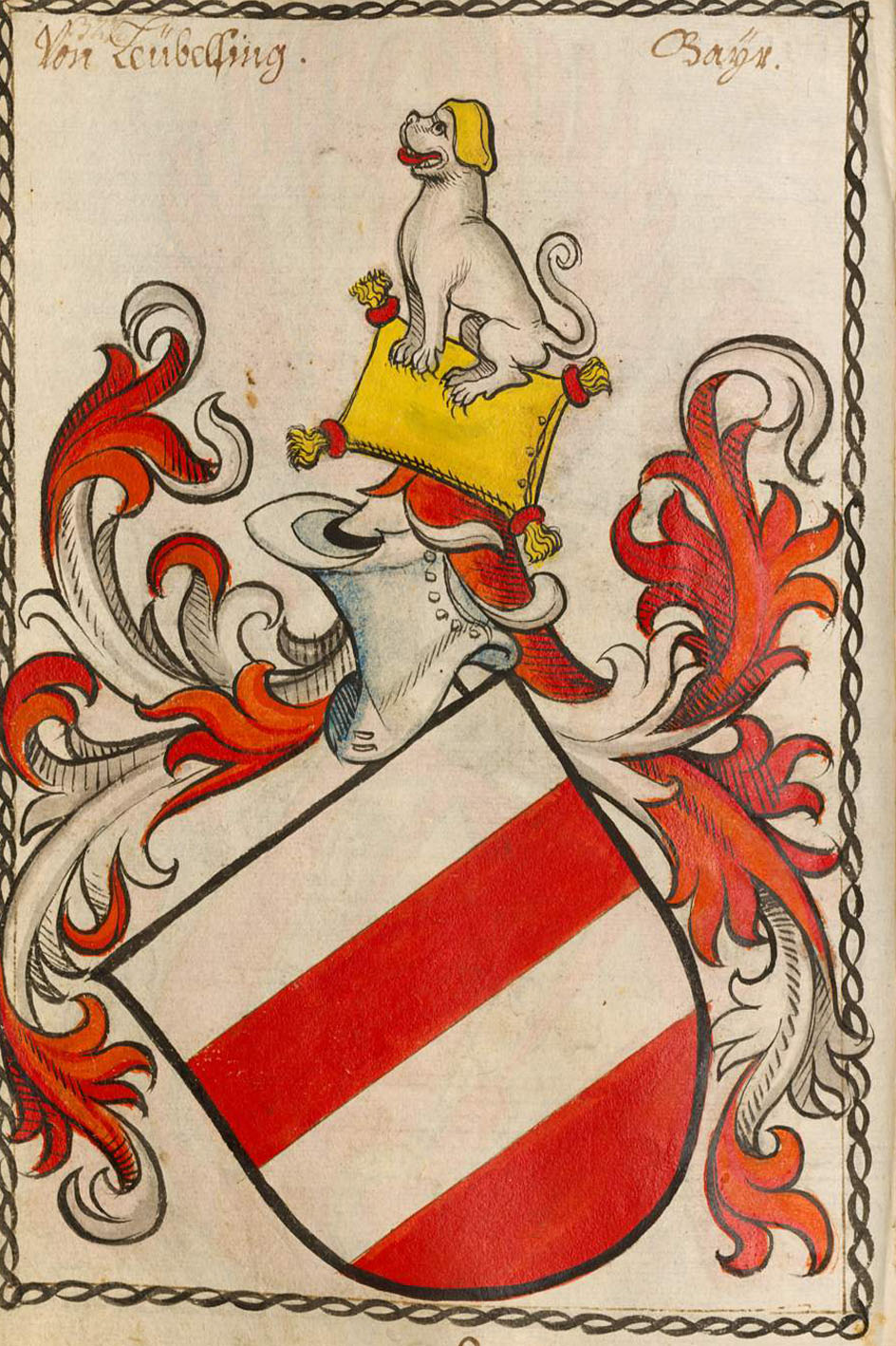
Das Leublfingsche Wappen in Scheiblers Wappenbuch

Meyer griff bei der Abfassung der Novelle weitgehend auf historische Persönlichkeiten der Zeit zurück:
- Der Schwedenkönig Gustav II. Adolf
- Laut einer Grabplatte in der Naumburger Stadtkirche St. Wenzel hatte Gustav Adolf tatsächlich einen etwa 18-jährigen Pagen namens Augustus v. Leubelfing, der in der Schlacht bei Lützen tödlich verwundet wurde.[1] Der Legende nach zählte er zu acht Begleitern des Schwedenkönigs, die an dessen Seite von kaiserlichen Reitern niedergemacht worden sein sollen. Zuvor hatte Leubelfing angeblich noch versucht, dem verwundeten König wieder aufs Pferd zu helfen, wurde dabei aber selbst von drei Stichen tödlich getroffen.[2] Vom Schlachtfeld geborgen, verstarb er, trotz ärztlicher Hilfe, wenige Tage später.[3] Meyers wiederholte Bezugnahme auf den Pagen als „Hund“ oder „Hündchen“ (auch im Vergleich zum „Löwen“ Gustav Adolf) referiert auf den kleinen Hund (bzw. Bracken) im Wappen des niederbayerischen Adelsgeschlechts Leublfing.
- Ein Johann von Leubelfing war im Dreißigjährigen Krieg Stadtobrist von Nürnberg und 1632 Oberst in schwedischem Dienst[4] und könnte für Gustes Vater oder Onkel Pate gestanden haben, allerdings war er weder ein kriegsscheuer Kaufmann (wie der Onkel), noch früh verstorben (wie der Vater) – er lebte bis 1648.
- Der Herzog von Lauenburg in der Novelle verweist am ehesten auf den Lauenburgischen Prinzen Franz Karl von Sachsen-Lauenburg, der als General im Dreißigjährigen Krieg zu verschiedenen Zeiten auf unterschiedlichen Seiten kämpfte. Dieser hatte 1628 die verwitwete brandenburgische Prinzessin Agnes von Brandenburg geheiratet, eine Großtante von Gustav Adolfs Ehefrau Maria Eleonora von Brandenburg, die aber schon 1629 starb, so dass Franz Karl zur Handlungszeit der Novelle unverheiratet war. Franz Karl stand seinerzeit in schwedischen Diensten, nahm an Gustav Adolfs Feldzug in Süddeutschland Teil und näherte sich nach dessen Tod wieder der kaiserlichen Seite an.[5] Die Charakterisierung Lauenburgs und das Mordkomplott dürfte Meyers Dichtung entstammen.

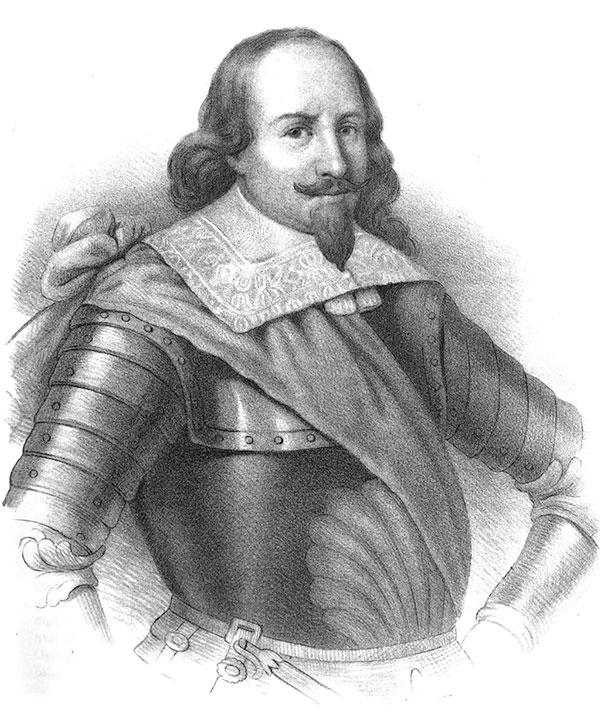
Der schwedische General Åke Tott

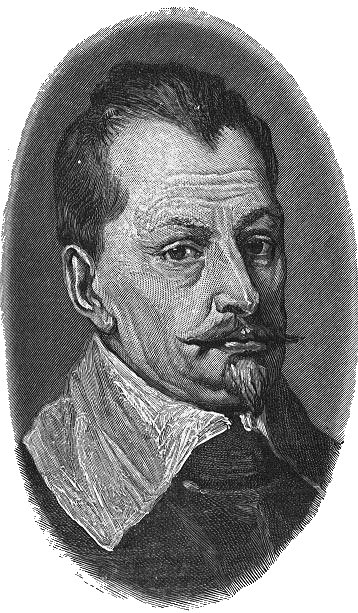
Der kaiserliche Feldherr Wallenstein

- Åke Tott war ein schwedischer General im Dreißigjährigen Krieg.
- Wallenstein war der kaiserliche Oberbefehlshaber in der zweiten Hälfte des Schwedenfeldzugs. Durch sein Feldlager bei Nürnberg zwang er Gustav Adolf zur Verteidigung der mit diesem verbündeten Stadt ebenfalls dort zu lagern.

## Entstehung und Rezeption
Meyer hat in seinem Werk wohl Elemente von Goethes Egmont, aber auch nicht ausgearbeitete Ideen von Heinrich Laube (u. a. Mädchen als Page, Lauenburg) verarbeitet und sich hinsichtlich des historischen Rahmens an August Friedrich Gfrörers geschichtlicher Gustav-Adolf-Darstellung orientiert. Die ursprüngliche Anlage als Drama lässt sich an der Struktur der Novelle bis hin zur Kapiteleinteilung noch erkennen. Die Abfassung der Novelle geschah nach Meyers eigener Darstellung sehr rasch, es sei «ein plötzlich entstandener u. ohne Unterbruch ausgeführter Gedanke» gewesen.
Während die Novelle beim Publikum guten Erfolg hatte, wurde das Werk in der Kritik eher negativ aufgenommen, wobei insbesondere die vielen erzählerischen Kunstgriffe und unwahrscheinlichen Wendungen in der Handlung kritisiert wurden.
Die Novelle wurde 1960 von Rolf Hansen unter dem Originaltitel Gustav Adolfs Page verfilmt, wobei die Handlung deutlich abgewandelt wurde.